# Antirrhopa
Antirrhopa is een geslacht van vlinders van de familie bladrollers (Tortricidae), uit de onderfamilie Olethreutinae.

## Soorten
- A. grammateus Diakonoff, 1973
- A. melanapta Diakonoff, 1973
- A. orthopa Diakonoff, 1973